# التحول الديني القسري لمسلمي إسبانيا

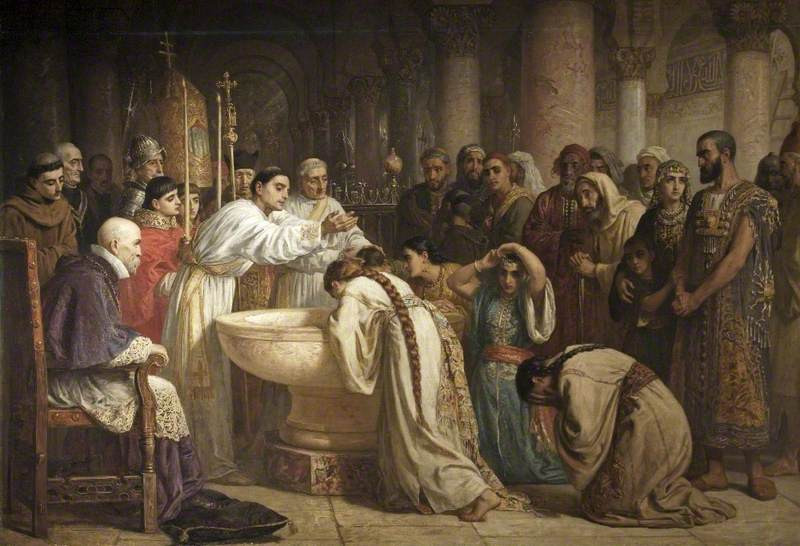
لوحة تصور تعميد جماعي لمسلمين سنة 1500.

تمت التحويلات الدينية الإجبارية للمسلمين في إسبانيا من خلال سلسلة من المرسومات التي تحظر الإسلام في أراضي إسبانيا. أشرف على هذه الجهود ثلاث ممالك إسبانية خلال أوائل القرن السادس عشر: تاج قشتالة في 1500-1502، تبعها منطقة نافارا في 1515-1515، وأخيرًا تاج أرغون في 1523-1526.
بعد أن أنهت الممالك المسيحية غزوها لإسبانيا الإسلامية في عام 1492، كان عدد المسلمين بين 500,000 و600,000 شخص. في هذا الوقت تم إعطاء المسلمين الذين عاشوا تحت الحكم المسيحي وضع المدجنون، مما سمح قانونا بممارسة الإسلام. في عام 1499، بدأ رئيس أساقفة طليطلة، الكاردينال فرانثيسكو خيمينيث دي ثيسنيروس حملة في مدينة غرناطة لفرض الالتزام الديني بالمسيحية عن طريق التعذيب والسجن، مما أثار ثورة للمسلمين (ثورة البشرات (1499 - 1501)). في نهاية المطاف تم قمع التمرد، ثم تم استخدامه لتبرير إلغاء حماية المسلمين والمعاهدات. تم مضاعفة جهود التحويل القسري، وبحلول عام 1501 لم يبق أي مسلم رسميًا في غرناطة. بعد نجاح الجهود في غرناطة، شجع ذلك الملكة القشتالية إيزابيلا على إصدار مرسوم في 1502 يحظر الإسلام في جميع أنحاء قشتالة. مع ضمّ نافارا في 1515، كان المزيد من المسلمين مجبرين على اتباع المسيحية بسبب المرسوم. آخر مملكة تفرض التحويل للمسيحية كانت تاج أرغون، التي كان ملوكها في السابق ملزمين بضمان حرية الدين للمسلمين تحت القسم المدرج في شروط التتويج. في أوائل العشرينيات من القرن السادس عشر، حدثت انتفاضة ضد الإسلام عرفت باسم ثورة الإخوان، وأجبر المسلمون في المناطق المتمردة إلى التحول. عندما قامت قوات أرغون الملكية، بمساعدة من المسلمين، بقمع التمرد، قرر الملك تشارلز الأول (المعروف أكثر باسم تشارلز الخامس) أن هذه التحويلات القسرية كانت مقبولة؛ وهكذا، فإن «المتحولين» كانوا الآن مسيحيين رسميًا. أدى ذلك إلى وضع المتحولين تحت سلطة محاكم التفتيش الإسبانية. وأخيراً، في عام 1524، طلب تشارلز من البابا كليمنت السابع إلغاء الجزء الذي يضمن حرية الدين للمسلمين في القسم. منحه ذلك السلطة للتصرف رسميا ضد السكان المسلمين المتبقين. في أواخر عام 1525، أصدر مرسومًا رسميًا: لم يعد الإسلام موجودًا رسميًا في جميع أنحاء إسبانيا.
في حين أن التمسك بالمسيحية في الأماكن العامة كان مطلوبا بموجب المراسيم الملكية والتي فرضتها محاكم التفتيش الإسبانية، وفقاً لهارفي فقد أشارت الأدلة إلى أن معظم الذين تم تحويلهم بالقوة (المعروفين باسم "المورسكيين") تمسكوا بالإسلام سراً. في الحياة العامة اليومية، لم يعد من الممكن اتباع الشريعة الإسلامية دون الاضطهاد من قبل محاكم التفتيش؛ ونتيجة لذلك، تم إصدار فتوى وهران للإقرار بضرورة تخفيف الشريعة، بالإضافة إلى شرح طرق قيام المسلمين بذلك. أصبحت هذه الفتوى هي الأساس للإسلام المتخفي الذي مارسه الموريسكيون حتى طردهم بين 1609-1614. هاجر بعض المسلمين (الكثير منهم كانوا بالقرب من الساحل) استجابة للتحولات القسرية. ومع ذلك، فإن القيود التي فرضتها السلطات على الهجرة كانت تعني أن مغادرة إسبانيا ليست خيارًا للكثيرين. كما اندلعت بعض التمردات في بعض المناطق، لا سيما المناطق ذات التضاريس الجبلية التي يمكن الاحتماء بها، ولكنها كانت جميعها غير ناجحة. في نهاية المطاف، خلقت المراسيم مجتمعاً تعايش فيه المسلمون المتدينون الذين رفضوا سراً التحول مع المسلمين السابقين، حيث وفقا لديفيد إي فاسبيرغ أصبح الكثيرون منهم ممارسين مخلصين للمسيحية واتخذوا أسماء مسيحية، حتى الطرد.

## خلفية

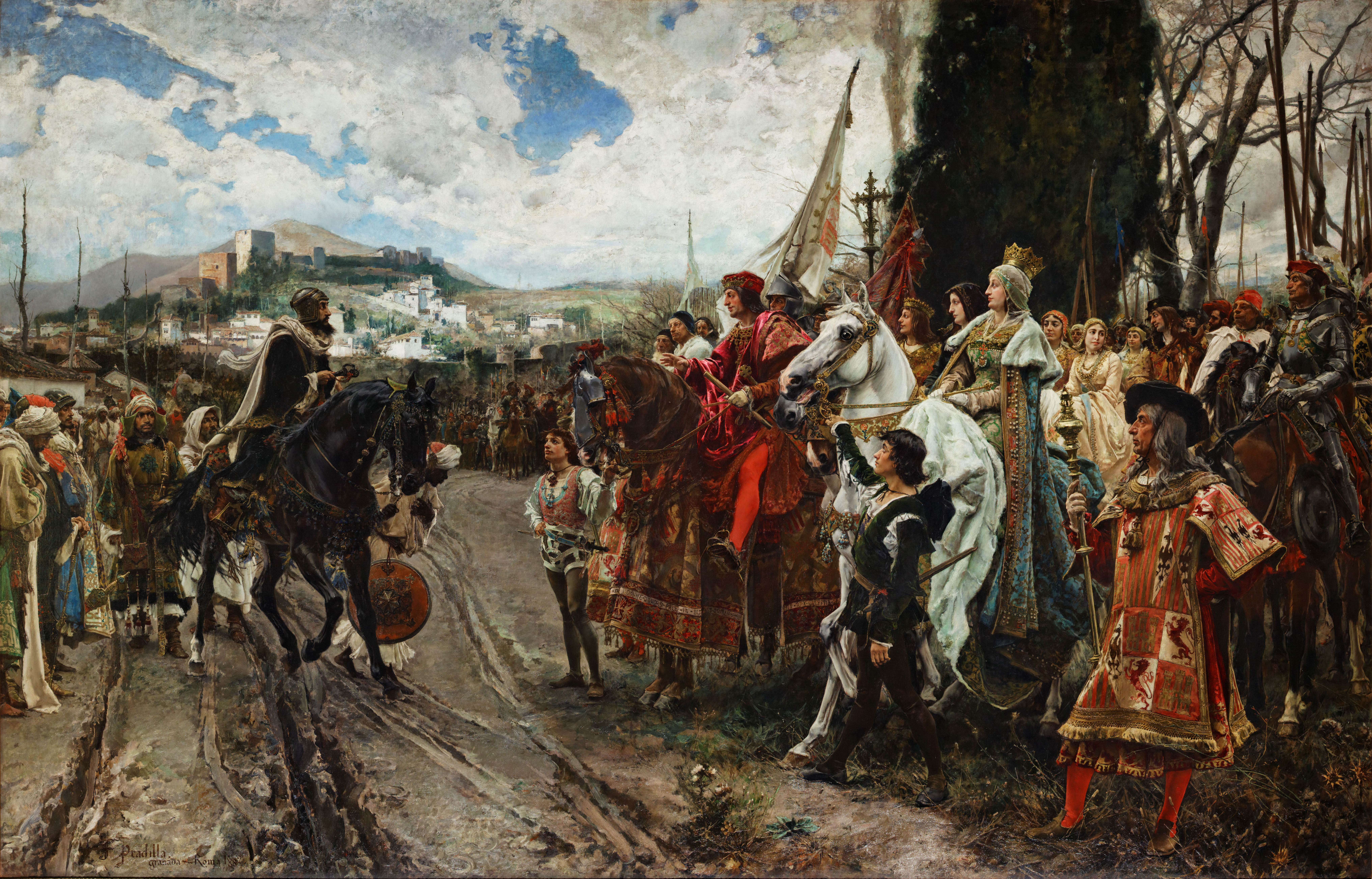
لوحة استسلام غرناطة، تصور استسلام غرناطة 1492، آخر مملكة محكومة من قبل المسلمين في إسبانيا.

كان الإسلام حاضراً في إسبانيا منذ الفتح الأموي لهسبانيا في القرن الثامن. في بداية القرن الثاني عشر، كان عدد المسلمين في الأندلس (شبه الجزيرة الأيبيرية) يقدر ب 5,5 مليون؛ وكان من بين هؤلاء العرب والبربر ومعتنقو الإسلام من السكان الأصليين. في القرون القليلة التالية، مع تقدم المسيحيين من الشمال في العملية التي سميت Recquista (الاستعادة)، انخفض عدد المسلمين. في نهاية القرن الخامس عشر، بلغت فترة الاستعادة ذروتها بسقوط غرناطة، حيث قدر عدد المسلمين في إسبانيا بما بين 500,000 و600،000 من مجموع السكان الإسبان البالغ عددهم 7 إلى 8 ملايين نسمة. ما يقرب من نصف المسلمين كانوا يعيشون في مملكة غرناطة السابقة، آخر دولة إسلامية مستقلة في إسبانيا، والتي كان قد ضمها تاج قشتالة. حوالي 20000 مسلم كانوا يعيشون في مناطق أخرى من قشتالة، ومعظم الباقي كانوا يعيشون في أراضي تاج أراغون. كان هؤلاء المسلمون الذين يعيشون تحت الحكم المسيحي يعرفون باسم «المدجنون».
في السنوات الأولى بعد سقوط غرناطة، استمر المسلمون في غرناطة والأماكن الأخرى في التمتع بحرية الدين. كان هذا الحق مكفولاً في العديد من الصكوك القانونية، بما في ذلك المعاهدات والمواثيق وقسم التتويج. على سبيل المثال، تضمنت معاهدة غرناطة (1491) شرط التسامح الديني مع مسلمي غرناطة. أقسم ملوك أراغون، بما فيهم الملك فرناندو الثاني وكارلوس الخامس بتوفير الحرية الدينية للمسلمين في قسمهم للتتويج.
بعد ثلاثة أشهر من غزو غرناطة، في عام 1492، أمر مرسوم الحمراء بطرد جميع اليهود في إسبانيا أو تغييرهم دينهم؛ ويمثل ذلك بداية السياسات غير المتسامحة. في عام 1497، طردت الجارة الغربية لإسبانيا (البرتغال) سكانها اليهود والمسلمين. على عكس اليهود، سمح للمسلمين البرتغاليين بالانتقال برا إلى إسبانيا، ومعظمهم فعل ذلك.

## عملية التحولات
في بداية القرن السادس عشر، انقسمت إسبانيا جزئين: تاج قشتالة وتاج أراغون الأصغر. وحد الزواج بين الملك فرناندو الثاني من أراغون والملكة إيزابيلا الأولى من قشتالة التاجين، وفي نهاية المطاف سيرث حفيدهم كارلوس كلا التاجين (باسم كارلوس الأول من أسبانيا، ولكن عرف باسم كارلوس الخامس). على الرغم من الاتحاد، كانت أراضي التاجين تعمل بشكل مختلف تمامًا، مع قوانين متباينة وأولويات ومعاملة مختلفة للمسلمين. كان هناك أيضًا مسلمون يعيشون في مملكة نبرة، والتي كانت مستقلة في البداية ولكن تم ضمها إلى قشتالة في عام 1515. اختلف التحويل الديني القسري في التسلسل الزمني حسب الهيئة الحاكمة: تم سنه من قبل تاج قشتالة في 1500-1502، وفي منطقة نافارا في 1515-1515، وتاج أراغون في 1523-1526.